# Шабан Сули-бей
Шабан Сули-бей, Сули-бей или Севли-бей (тур. Şaban Süli Bey, тур. Süli Bey, тур. Sevli Bey; ум. 1398) — правитель бейлика Дулкадир в 1386—1398 годах. Сули был сыном основателя бейлика и его первого правителя, Караджи-бея Дулкадироглу. Карадже-бею наследовал другой сын, Халил. После убийства Халила в 1386 году по приказу мамлюкского султана Баркука Сули-бей стал правителем бейлика. Первое время мамлюки пытались сместить Сули, но затем были вынуждены признать его беем ради спокойствия на севере султаната. Сули-бей правил до 1398 года, продолжая политику Халила, и тоже был убит по приказу Баркука. Затем к власти пришёл сын Сули-бея, Садака-бей, но его правление длилось лишь три месяца, османский султан Баязид I сместил Садаку и возвёл на трон Дулкадира сына Халила, Мехмеда.

## Биография

### В правление Караджи и Халила
Сули был одним их шести сыновей Караджи-бея Дулкадироглу, его братьями были Халил-бей, Давуд, Ибрагим, Осман, Иса. Караджа-бей был лидером клана из огузской племенной группы Бозок. В 1335 году, воспользовавшись распадом государства Хулагуидов, он начал захватывать земли в районе Киликии. В 1337 году мамлюкский султан Мухаммад ан-Насир признал его правителем Эльбистана. Остальная часть жизни Караджа-бея прошла в борьбе со своими соседями и в восстаниях против египетского сюзеренитета .
Нет данных о жизни Сули во время правления отца. Есть только сообщения об участии сыновей Караджи-бея в его кампаниях. В основном, конечно, упоминался источниками Халил. Известно, что после пленения Караджи, его доставили в Каир и заключили в цитадель. Через несколько недель один из сыновей Караджа-бея подговорил арабские племена восстать против мамлюков и напал с ними на Алеппо. Он надеялся оказать давление на Каир и освободить отца, но проиграл в битве и потерял 700 человек убитыми. Имя этого сына источники не упоминают. Султан признал Халила беем Дулкадира лишь через два года после казни Караджи.
Сули принимал участие на стороне Халила в сражениях с армией мамлюков. В битве перед Марашем Дулкадириды разбили мамлюкскую армию под командованием Бююка Хачива Шёгена и присоединили к своим территориям долину Амук. Районы вокруг Алеппо были разграблены, и в 1381 году Баркук организовал поход против Дулкадира. В кампании участвовали все сирийские наместники (вали Дамаска, Хамы, Сафата, Триполи). Историк Бадр ад-Дин аль-Айни наблюдал прохождение этой огромной армии через Антеп и описал её. 3 июля 1381 года войско подошло к Марашу. В этой кампании Сули отличился и был впервые упомянут в хрониках. Сули-бей находился в засаде на крутых склонах недалеко от города. Когда армия мамлюков приблизилась, он с отрядом совершил неожиданную вылазку и захватил в плен вождя курдов Шерефеддина Хезербани. Но через два дня, 6 июля 1381 года, произошло кровопролитное сражение, в котором мамлюкская армия одержала победу и захватила Мараш. Сули-бей отступил в Эльбистан, но не смог удержать его, пересёк Евфрат и добрался до укреплённого Халилом Харпута. Сам Халил-бей бежал в Малатью. Мамлюкская армия, пробыв месяц в Эльбистане, направилась к Малатье вслед за Халилом, но пересечь Евфрат армии не удалось и через некоторое время она вернулась в Алеппо.
Поражение Дулкадиридов подтолкнуло Рамазаноглу Ибрагима-бея пойти на контакт с мамлюками. Побеждённые и лишённые союзников, Халил и Сули отправили послание мамлюкским командирам с согласием подчиниться. Дулкадир потерял два своих главных города — Мараш и Эльбистан, в которые на пост вали был назначен Алааддин Алтунбога. Дулкадириды переехали в Харпут. Но как только армия мамлюков ушла, бей Дулкадира снова атаковал Алеппо. В апреле 1382 года вали города Елбога ан-Насыри отправился в погоню за Дулкадиридами, они были вынуждены скрываться. Постоянные поражения привели к разрыву между братьями, а мамлюки умело использовали внутрисемейные раздоры Дулкадиридов. Ибрагим, Осман и Иса перешли на сторону мамлюков. А 4 апреля 1385 года к губернатору Алеппо явился Сули. Получив известие о том, что Сули находится в Алеппо, султан Баркук приказал арестовать его и отправить в Каир. Губернатор Елбога заключил Сули в крепость Алеппо, но отправил султану просьбу простить пленника. Однако Баркук хотел видеть Сули в Каире. Сули отправили в Каир, но в тот же день ему удалось сбежать, вероятно, с помощью Елбоги: губернатор Алеппо преследовал его, но Сули удалось скрыться. Судя по всему, он был извещён о пути, по которому поедет Елбога. Вскоре султан Баркук решил избавиться от Халила и поручил одному из туркменских командиров убить непокорного вассала. В начале апреля 1386 года Халил был предательски убит.

### Правление
Сули-бей стал преемником Халила. Баркук хотел присоединить Дулкадир к султанату, для этого ему нужно было нейтрализовать всех наследников. Как только отрубленная голова Халила прибыла в Каир, Баркук тут же велел отправить в заключение всех родственников Халила, чтобы держать их под контролем. Остался на свободе лишь Сули-бей. Чтобы его схватить, в Дулкадир была отправлена армия, состоявшая из войск Хамы и Хомса. Выйдя со своим войском из Эльбистана, Сули-бей встретил врага в Гёксуне. Итогом кровопролитной битвы стало поражение мамлюков. Погибли вали (наместники) Хамы и Бесни, кроме них в списке погибших было семнадцать сирийских командиров рангом ниже. Новость об этой победе привела к тому, что в Каире были выпущены из заключения братья Сули, Ибрагим и Осман, которые по замыслу султана должны были стать соперниками Сули. Осман остался верен Сули и не стал соперничать с ним. Ибрагим стал ставленником Каира, но, несмотря на поддержку сирийских туркмен, которые подчинялись мамлюкам, Ибрагим потерпел поражение от Сули у Мараша в мае 1387 года. В результате Баркук понял, что безопасность северных границ султаната может быть обеспечена лишь при признании Сули-бея правителем.
Летом 1388 года против Сули-бея выступил его племянник, сын Халила, Мехмед Насиреддин. На стороне Сули выступил Минташ, вали Малатьи. На стороне Мехмеда был вали Козана. Минташ и Сули потерпели поражение и Сули скрылся в Девели у эмира Джунейда. Сули поддержал Джунейда, который при поддержке Караманидов восстал против Кади Бурханеддина, но в 1388/89 году Кади Бурхадеддин осадил Девели и разбил силы Джунейда. Брат Сули, Давуд, тоже предъявлял претензии на трон, в июле его поддержал Баркук. Давуд тоже не достиг успеха.
В 1389 году Елбога ан-Насыри поднял мятеж против Баркука. Он также призвал Кади Бурханеддина и Минташа к союзу против Каира. Кади Бурханеддин, бывший другом и союзником жестоко убитого Халила, был готов к союзу против Баркука. Сули тоже поддержал мятежников, и послал им подкрепление. Восставшие заняли Сирию и направились к Каиру, принуждая Баркука к отречению в пользу Аль-Салиха Хаджи. Однако вскоре союз между Елбогой и Минташем распался, и после боёв в Каире Минташ взял верх над Елбогой. Баркук был арестован и сослан в Аль-Карак, но, он смог найти поддержку для своего возвращения на трон. Сторонника Баркука захватили цитадель и арестовали Аль-Салиха Хаджи. Таким образом в феврале 1390 года Баркук опять стал султаном. Сули оставался верен Минташу в течение некоторого времени после восстановления власти Баркука. В 1390 году Сули пытался захватить Антеп. Он прибыл к городу с войском в более чем 10 000 солдат. К нему присоединились тысяча человек туркмен под командованием Минташа. В конце сентября 1390 года Сули занял город и осадил замок. О том, что пережило население города во время этой осады писал историк Бедреддин Айни, находившийся в городе в то время: «Осаждавшие мучили и пытали людей, похищали женщин. Пока катапульты разрушали стены крепости, воины защищали замок с большим мужеством и жертвуя собой под командованием коменданта замк. Воды не было, но никто не жаловался». После того, как осада затянулась, Сули-бей покинул Минташа и отступил в Мараш. Баркук, стремившийся разбить союз Сули и Минташа, сообщил Сули, что признаёт его правителем. К январю 1391 года Сули тоже был вынужден признать власть султана. Что касается Минташа, то он снял осаду, когда услышал, что прибыл с войсками новый губернатор Алеппо, Кара Демирташ.
Через некоторое время Баркук отправил против Минташа армию. Сули-бей, успевший захватить замок Козан, опасался, что экспедиция может быть направлена против него, отправил в Дамаск для султана двести лошадей с двумястами грузами ценных тканей. Ключи от Козана Сули отослал вали Алеппо, попросив прислать одного из командиров, чтобы принять капитуляцию.
Примерно около 1394 года правители бейликов получили письма от Тамерлана с настоятельным предложением подчиниться ему. Сули принял предложение и даже в ответ предложил возглавить армию Тамерлана в походе на мамлюкскую Сирию. Узнав об этом, Баркук отправил против Дулкадира армию. В марте 1395 года Сули потерпел поражение и еле избежал пленения. Отношения между Сули и Баркуком обострились. Бей Дулкадира больше не осмеливался напасть на сирийские земли султаната. Он изменил направил нападений, начав рейды на территории государства Кади Бурханеддина. Тому пришлось построить две крепости на южной границе страны, чтобы противостоять дулкадирским рейдерам. В 1398 году между Кади Бурханеддином и Сули возник конфликт, связанный с рейдерством. Кади угрожал Сули. Реакция Сули неизвестна.
Баркук начал видеть в Сули угрозу не менее опасную, чем был Халил-бей. В мае 1398 года Сули был убит, как указывали все современные историки, по приказу Баркука на плато возле Мараша, когда спал в палатке с сыном, а убийцей был некто Али-хан из свиты Садаки, сына Сули-бея. Немного отличающуюся версию убийства сообщил Макризи. По его словам, Али-хан был родственник Сули-бея. Но, отличаясь в незначительных деталях, его рассказ совпадает с другими источниками в главном: Сули был зарезан во сне в своей палатке. Али-хану удалось скрыться с места убийства, он был награждён подарками и получил высокую должность в Антакье. Сын Сули, Садака, был поставлен вместо него.

## Личность
Арабские историки описывают Сули-бея как человека мужественного и знаменитого, справедливого и милостивого к своим подданным, но жестокого и безжалостного к противникам. Современник Сули, историк Айни, встречавший Сули во время осады Антепа, оставил другое описание бея. Его очень обрадовала смерть Сули. По его словам, бей был всегда пьян и любил мучить людей.

## Семья
Сыном Сули был Садака-бей.
Дочь Сули была одной из жён Кади Бурханеддина. 
Возможно, дочерью Сули была Эмине, жена Мехмеда I и мать султана Мурада II. Бабингер и Узунчаршилы полагали, что  отцом Эмине был Сули, тогда как Юнанч вслед за Нешри указывает на Мехмеда как отца Эмине.